# Håll igång med Gimmicks
Håll igång med Gimmicks är ett album utgivet 1969 av den svenska gruppen Gimmicks.

## Spellista
1. Håll i gång
2. Kom loss i samba
3. Just nu, just här
4. Du har ingen aning
5. Jokern
6. Theresa
7. Det här är för dig
8. Jag blir galen när jag tänker på dej
9. Ching ching, hej hej
10. Du är min
11. Grodan(The Frog)
12. Regnet strilar ner

## Gruppmedlemmar
- Leif Carlquist
- Anita Strandell
- Eva Cassy
- Torsten Dannenberg
- Josip "Pepe" Seidl
- Roger Palm

- Producent: Lennart Landegren
- Arrangemang: Leif Carlquist och Torsten Dannenberg
- Inspelad i KM-studion, Karlskoga under 1969.